# هری موگر

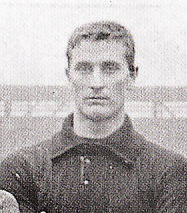
هری موگر در سال ۱۹۰۸

هری موگر (انگلیسی: Harry Moger؛ سپتامبر ۱۸۷۹ – ۱۶ ژوئن ۱۹۲۷) یک بازیکن فوتبال، و دروازه‌بان (فوتبال) اهل بریتانیا بود.
از باشگاه‌هایی که در آن بازی کرده‌است می‌توان به منچستر یونایتد و ساوت‌همپتون اشاره کرد.